# تشارلز كلارنس برات
تشارلز كلارنس برات (بالإنجليزية: Charles Clarence Pratt)‏ هو سياسي أمريكي، ولد في 23 أبريل 1854، وتوفي في 27 يناير 1916. حزبياً، نشط في الحزب الجمهوري. وقد انتخب عضو مجلس النواب الأمريكي.